# Šaḩrom Samiev
Šaḩrom Samiev (in tagico Шаҳром Самиев?; traslitterazione anglosassone: Shakhrom Samiev; Dušanbe, 8 febbraio 2001) è un calciatore tagiko, attaccante dello Xorazm, in prestito dall'Andijon, e della nazionale tagika.

## Caratteristiche tecniche
È un centravanti.

## Carriera

### Club
Cresciuto nel CSKA Pamir e nell'Istiklol, dove ha debuttato fra i professionisti disputando anche 4 incontri di AFC Cup, il 13 febbraio 2020 è passato a titolo definitivo al Rubin.

### Nazionale
Ha disputato tre gare con la nazionale Under-18 tagika.
Il 7 giugno 2019 ha esordito con la nazionale maggiore disputando l'amichevole pareggiata 1-1 contro l'Afghanistan e realizzando la rete del pareggio a due minuti dal termine.
Nel 2023 ha partecipato alla Coppa d'Asia.

## Statistiche
Statistiche aggiornate al 25 marzo 2021.

### Cronologia presenze e reti in nazionale
| Cronologia completa delle presenze e delle reti in nazionale ― Tagikistan | Cronologia completa delle presenze e delle reti in nazionale ― Tagikistan | Cronologia completa delle presenze e delle reti in nazionale ― Tagikistan | Cronologia completa delle presenze e delle reti in nazionale ― Tagikistan | Cronologia completa delle presenze e delle reti in nazionale ― Tagikistan | Cronologia completa delle presenze e delle reti in nazionale ― Tagikistan | Cronologia completa delle presenze e delle reti in nazionale ― Tagikistan | Cronologia completa delle presenze e delle reti in nazionale ― Tagikistan |
| Data                                                                      | Città                                                                     | In casa                                                                   | Risultato                                                                 | Ospiti                                                                    | Competizione                                                              | Reti                                                                      | Note                                                                      |
| ------------------------------------------------------------------------- | ------------------------------------------------------------------------- | ------------------------------------------------------------------------- | ------------------------------------------------------------------------- | ------------------------------------------------------------------------- | ------------------------------------------------------------------------- | ------------------------------------------------------------------------- | ------------------------------------------------------------------------- |
| 07-6-2019                                                                 | Dušanbe                                                                   | Tagikistan                                                                | 1 – 1                                                                     | Afghanistan                                                               | Amichevole                                                                | 1                                                                         | 56’                                                                       |
| 11-6-2019                                                                 | Canton                                                                    | Cina                                                                      | 1 – 0                                                                     | Tagikistan                                                                | Amichevole                                                                | -                                                                         | 76’                                                                       |
| 07-7-2019                                                                 | Ahmedabad                                                                 | India                                                                     | 2 – 4                                                                     | Tagikistan                                                                | Amichevole                                                                | 1                                                                         | 69’                                                                       |
| 10-7-2019                                                                 | Ahmedabad                                                                 | Tagikistan                                                                | 2 – 0                                                                     | Siria                                                                     | Amichevole                                                                | -                                                                         | 73’                                                                       |
| 15-7-2019                                                                 | Ahmedabad                                                                 | Corea del Nord                                                            | 1 – 0                                                                     | Tagikistan                                                                | Amichevole                                                                | -                                                                         | 63’                                                                       |
| 19-7-2019                                                                 | Ahmedabad                                                                 | Tagikistan                                                                | 0 – 1                                                                     | Corea del Nord                                                            | Amichevole                                                                | -                                                                         | 73’ 90+5’                                                                 |
| 25-3-2021                                                                 | Dušanbe                                                                   | Tagikistan                                                                | 3 – 0                                                                     | Mongolia                                                                  | Qual. Mondiali 2022                                                       | 1                                                                         | 78’                                                                       |
| 15-6-2021                                                                 | Osaka                                                                     | Tagikistan                                                                | 4 – 0                                                                     | Birmania                                                                  | Qual. Mondiali 2022                                                       | 1                                                                         | 90’                                                                       |
| Totale                                                                    |                                                                           | Presenze                                                                  | 8                                                                         |                                                                           | Reti                                                                      | 4                                                                         |                                                                           |

## Palmarès

### Club

#### Competizioni nazionali
- Supercoppa del Tagikistan: 1

Istiklol: 2019
- Campionato tagiko: 1

Istiklol: 2019
- Coppa del Tagikistan: 1

Istiklol: 2019
- Coppa d'Uzbekistan: 1

Andijon 2024